# Haematochiton carbonarius
Haematochiton carbonarius är en skalbaggsart som först beskrevs av Henry Stephen Gorham 1888.  Haematochiton carbonarius ingår i släktet Haematochiton och familjen trädsvampbaggar. Inga underarter finns listade i Catalogue of Life.